# Namborn
Namborn is een gemeente in de Duitse deelstaat Saarland, en maakt deel uit van de Landkreis St. Wendel.
Namborn telt 6.964 inwoners.
Freisen ·
Marpingen ·
Namborn ·
Nohfelden ·
Nonnweiler ·
Oberthal ·
St. Wendel (stad) ·
Tholey